# Ťi-nan
Ťi-nan (čínsky pchin-jinem Jǐnán, znaky 济南) je subprovinční město v Čínské lidové republice. Je hlavním městem provincie Šan-tung ležící ve východní Číně, má rozlohu přes 10 tisíc čtverečních kilometrů a k roku 2000 mělo více než sedm miliónů obyvatel, k roku 2020 o dva miliony více.

## Jméno
Současné jméno Ťi-nan znamená doslova „na jih od Ťi“ a odkazuje tak na řeku Ťi, která až do poloviny 19. století protékala severně od města. V roce 1852 změnila Žlutá řeka svůj tok a řeku Ťi pohltila.

## Poloha
Ťi-nan leží na severozápadě Šan-tungu, ve vzdálenosti 400 kilometrů na jih od Pekingu. Vyplňuje zhruba prostor mezi předhůřím Tchaj-šanu na jihu a údolím Žluté řeky na severu. Krasové zvodně v místním vápenci zde daly vzniknout mnoha artéským studním.
Ťi-nan hraničí na jihozápadě s Liao-čchengem, na severozápadě s Te-čou, na severovýchodě s Pin-čou, na východě s C'-po, na jihovýchodě s Laj-wu a na jihu s Tchaj-anem.

## Administrativní členění
Ťi-nan se řadí mezi subprovinční města. Člení se na dvanáct celků okresní úrovně, a sice deset městských obvodů a dva okresy.
| Li-sia Š’-čung Chuaj-jin Tchien-čchiao Li-čcheng Čchang-čching Čang-čchiou Ťi-jang Laj-wu Kang-čcheng okres · Pching-jin okres · Šang-che |        |                       |                    |                                  |
| Název | Název  | Počet obyvatel (2020) | Rozloha km² (2020) | Hustota zalidnění (obyv. na km²) |
| český přepis | znaky  | Počet obyvatel (2020) | Rozloha km² (2020) | Hustota zalidnění (obyv. na km²) |
| Městské obvody |        |                       |                    |                                  |
| Li-sia | 历下区 | 920 000               | 101                | 9 091                            |
| Š’-čung | 市中区 | 903 714               | 286                | 3 161                            |
| Chuaj-jin | 槐荫区 | 675 048               | 151                | 4 482                            |
| Tchien-čchiao | 天桥区 | 770 202               | 259                | 2 969                            |
| Li-čcheng | 历城区 | 1 640 000             | 1 306              | 1 256                            |
| Čchang-čching | 长清区 | 595 549               | 1 208              | 493                              |
| Čang-čchiou | 章丘区 | 1 075 784             | 1 715              | 627                              |
| Ťi-jang | 济阳区 | 515 679               | 1 093              | 472                              |
| Laj-wu | 莱芜区 | 969 632               | 1 731              | 560                              |
| Kang-čcheng | 钢城区 | 286 966               | 507                | 567                              |
| Okresy |        |                       |                    |                                  |
| Pching-jin | 平阴县 | 323 072               | 705                | 458                              |
| Šang-che | 商河县 | 527 311               | 1 158              | 455                              |
| |        |                       |                    |                                  |
| Celkem | Celkem | 9 202 432             | 10 219             | 901                              |

## Doprava
Je zde železniční stanice na vysokorychlostní trati Peking – Šanghaj. Hlavním ťinanským letištěm je mezinárodní letiště Ťi-nan Jao-čchiang ležící zhruba třicet kilometrů severovýchodně od centra.

## Školství
V Ťi-nanu se nachází šest z kampusů Šantungské univerzity, jedné z největších univerzit v Čínské lidové republice.

## Partnerská města
- Augsburg, Německo (29. ledna 2004)
- Coventry, Spojené království (5. května 1983)
- Charkov, Ukrajina (31. července 2006)
- Jamaguči, Japonsko (22. března 1982)
- Joondalup, Austrálie (4. září 2004)
- Kazanlak, Bulharsko (21. ledna 2013)
- Kfar Saba, Izrael (16. července 2007)
- Marmaris, Turecko (19. září 2011)
- Nižnij Novgorod, Rusko (22. září 1994)
- Port Moresby, Papua Nová Guinea (29. února 1988)
- Porto Velho, Brazílie (19. září 2011)
- Praia, Kapverdy (9. dubna 2009)
- Regina, Kanada (29. ledna 1985)
- Rennes, Francie (24. března 2000)
- Sacramento, USA (2. října 1984)
- Suwon, Jižní Korea (15. června 1993)
- Vantaa, Finsko (22. prosince 2000)
- Vitebsk, Bělorusko (17. srpna 2009)
- Wakajama, Japonsko (20. dubna 1982)